# Barranca (Perú)
Barranca es una ciudad portuaria de la Costa central del Perú, capital del distrito y de la provincia homónimos en el departamento de Lima. Está ubicada a 175 km al norte de Lima. Tenía 58 749 hab. en 2015.

## Resumen
La historia de Barranca se remonta a la época preincaica bajo el nombre de Guamanmayo, que en quechua significa «Gavilán de Río». Sobre el particular, el cronista español Pedro de Cieza de León, a su paso por la localidad de Barranca en 1547, dijo «Valle de Guamán que en castellano quiere decir “Río del Halcón”».
La tradición cuenta que el antiguo pueblo de Guamanmayo estuvo situado entre los fundos del Potao y el Molino, a lo largo del camino incaico, en cuya vera se encontraba el Tambo Real, servido por los naturales, anota el gobernador español Vaca de Castro en 1543. Durante la época virreinal se conocía con el nombre de «Karanca», que después de tiempo se llamaría Barranca, nombre actual y definitivo.

## Historia
Se tiene poca información sobre los primeros pobladores de la ciudad, es de suponer que los antiguos pobladores fueron grandes pescadores, horticultores que con el correr de los años fueron perfeccionando la agricultura, ganadería, cerámica así como sus instrumentos de trabajo.

### Época preincaica
Las primeras comunidades aldeanas y pobladores barranquinos se remontan al Período Incaico Superior 1,543 a.c. Se caracterizaban por dedicarse a las actividades tales como la horticultura, construcción de casas con terrazas y trabajaban en grupos en chacras. Sus instrumentos de trabajo que utilizaban era la cerámica, el sedentarismo y el tejido en algodón.

### Época Incaica
Se remonta a la Cultura Chimú, ya que se extendía desde la Costa Norte de Piura, y hasta cerca de Lima por el Sur. En el valle del río Pativilca se construyó la Fortaleza de Paramonga.
El Reino del gran Chimú contaba con un ejército organizado cuya misión era garantizar el orden dentro y fuera de su territorio, Estos pueblos pagaban tributos con oro, plata, cobre, piedras preciosas ya que los habitantes del Reino eran muy aficionados.

### Época de la Conquista
Los Tres señoríos, Tributarios del Reino de Pachacamac no quisieron someterse al Imperio. Así fue como Barranca, Huaura y Chancay iniciaron una resistencia contra las tropas incaicas, La lucha duró dos años, murió mucha gente por ambos bandos, pero al fin el poder del Ejército Incaico consiguió la victoria.

### Época de la Independencia
Según el viajero francés Julien Mellet, en la etapa previa a la Independencia Barranca era una gran aldea habitada por muchos tributarios de carácter sumiso y dócil que le permitía tener gran comercio de corderos y ganado vacuno, como también de carbón que se transportaba en gran cantidad, en mulas a la capital.
Las haciendas de la época como la de Huayto, se dedicaban al cultivo de caña y elaboración de azúcar, así como maíz, frijoles, camotes; todo ello a través de una abundante mano de obra esclava.

## Población
La ciudad de Barranca tiene una población mayoritariamente mestiza. Sin embargo, existen importantes colonias de minorías, producto de las migraciones. El crecimiento que ha tenido la ciudad en las últimas décadas, al igual que varias de las ciudades de la costa del departamento, ha sido en gran parte debido a los siguientes factores: al inicio del proceso nacional de urbanización de los años 60; al terremoto de Huaraz en 1970, gran causante de corrientes migratorias hacia las provincias del norte del departamento de Lima
En 1813, Barranca contaba con 1150 habitantes distribuidas de la forma siguiente:
- Españoles: 247
- Indios: 517
- Mestizos: 109
- Castas libres: 14
- Esclavos: 268

Blasco Núñez Vela de Trujillo se dirigió a Barranca, donde pudo leer en la pared de la estancia en que comía esta advertencia preñada de amenaza: “A quien viniere a echarme de mi casa y hacienda procuraré yo echarle del mundo”

En 2017 Barranca tenía una población de 58749 habitantes.
| Gráfica de evolución demográfica de Barranca entre 1993 y 2017 |
|                                                                |
| Fuentes: Población 1993 y 2017                                 |

## Geografía

### Ubicación
La ciudad se encuentra ubicada en una franja del centro noroccidental de la provincia de Barranca cerca al valle de río Pativilca. Su Plaza mayor se ubica 10 m s. n. m. Limita al norte con el distrito de Pativilca y Paramonga, al este con el departamento de Ancash, al sur con los distritos de Supe Puerto y Supe Pueblo, y al oeste con el océano Pacífico.

### Hidrografía
Barranca cuenta con el río Pativilca que pasa por la parte norte de la ciudad; sus aguas fueron utilizadas desde épocas antiguas por los habitantes de esta zona, quienes aprovecharon sus aguas para sus campos de cultivo; y sus aguas continúan siendo utilizadas en esta época. El río desemboca en el océano Pacífico justo en los límites entre los distritos de Pativilca y Barranca.
Cuenca: Océano Pacífico
Vertiente hidrográfica: Vertiente del Océano Pacífico

### Clima
| Parámetros climáticos promedio de Barranca | Parámetros climáticos promedio de Barranca | Parámetros climáticos promedio de Barranca | Parámetros climáticos promedio de Barranca | Parámetros climáticos promedio de Barranca | Parámetros climáticos promedio de Barranca | Parámetros climáticos promedio de Barranca | Parámetros climáticos promedio de Barranca | Parámetros climáticos promedio de Barranca | Parámetros climáticos promedio de Barranca | Parámetros climáticos promedio de Barranca | Parámetros climáticos promedio de Barranca | Parámetros climáticos promedio de Barranca | Parámetros climáticos promedio de Barranca |
| Mes                                        | Ene.                                       | Feb.                                       | Mar.                                       | Abr.                                       | May.                                       | Jun.                                       | Jul.                                       | Ago.                                       | Sep.                                       | Oct.                                       | Nov.                                       | Dic.                                       | Anual                                      |
| ------------------------------------------ | ------------------------------------------ | ------------------------------------------ | ------------------------------------------ | ------------------------------------------ | ------------------------------------------ | ------------------------------------------ | ------------------------------------------ | ------------------------------------------ | ------------------------------------------ | ------------------------------------------ | ------------------------------------------ | ------------------------------------------ | ------------------------------------------ |
| Temp. máx. media (°C)                      | 25.7                                       | 26.6                                       | 26.2                                       | 24.9                                       | 22.4                                       | 21.1                                       | 20.6                                       | 19.9                                       | 20.1                                       | 21                                         | 22.4                                       | 24.2                                       | 22.9                                       |
| Temp. media (°C)                           | 21.4                                       | 22.2                                       | 21.8                                       | 20.6                                       | 18.5                                       | 17.4                                       | 16.9                                       | 16.3                                       | 16.3                                       | 17                                         | 18.2                                       | 19.6                                       | 18.9                                       |
| Temp. mín. media (°C)                      | 17.1                                       | 17.8                                       | 17.5                                       | 16.3                                       | 14.6                                       | 13.7                                       | 13.2                                       | 12.7                                       | 12.6                                       | 13.1                                       | 14.1                                       | 15.1                                       | 14.8                                       |
| Fuente: climate-data.org                   |                                            |                                            |                                            |                                            |                                            |                                            |                                            |                                            |                                            |                                            |                                            |                                            |                                            |

## Política

### Creación Política como Distrito
La creación política en calidad de distrito se realizó en el año 1823, siendo su primer alcalde Don Pio de Ávila, fue durante la lucha por la independencia, bajo la gesta emancipadora de José San Martín.
Años más tarde durante el Gobierno de Don Augusto B. Leguia (1909) se eleva a villa el pueblo de Barranca Capital del distrito mediante la Ley Nº1130.
Hasta 1,984 formaba parte de la provincia de Chancay (hoy provincia de Huaura), Barranca como distrito tuvo una duración de 161 años.

### Creación Política como Provincia
Barranca como Provincia fue creada el 5 de octubre de 1984 fue elevada a la categoría de Capital de Provincia según Decreto Ley 239.399, durante el gobierno del arquitecto Fernando Belaúnde Terry. Su primer alcalde fue el doctor Carlos Solórzano Herrera.

## Economía
De su actividad económica cabe destacar la industria y la pesca. La industria se centra en las diferentes fábricas de harina de pescado.
Cuadro de actividades económicas:
| Pesca y Agricultura        | 2005 |
| Industrias manufactura     | 251  |
| Comercio al mayor y menor  | 2804 |
| Información y Comunicación | 242  |
| Transporte                 | 106  |

## Religión
En la ciudad la religión predominante es el catolicismo, sobre todo como costumbre local heredada de la cultura española. En este ámbito existen diferentes congregaciones de profesan la fe cristiana como las iglesias Evangélica, metodista, bautista, y otras. Todas estas congregaciones tienen sus templos en diferentes partes de la ciudad.

## Cultura

### Gastronomía
La gastronomía de Barranca presenta una sabrosa y diversificada cantidad de platos que se preparan en base de aves, ganado, productos de la tierra, etc.

### Tacu-Tacu
Es un plato típico de la gastronomía del Perú, específicamente de la comida criolla. Las referencias más antiguas conocidas datan del año 1872 en el documento «Salpicón de Costumbres Nacionales» de Flores y Galindo.

### Meneado de pavo
Está elaborado a base de maíz blanco molido, el aliño con manteca de cerdo y ají panca molido y el caldo es de carne de aves de corral, como el pavo, el pato y la gallina; para servir sólo acompaña al espesado de maíz una presa de pavo y yucas sancochadas.

### Tamal
Es un nombre genérico dado a varios platillos americanos de origen indígena preparados generalmente con harina de maíz cocida normalmente al vapor, envuelta en hojas de la mazorca de la misma planta de maíz o de plátano, bijao, maguey, aguacate, e incluso papel aluminio o plástico. Lleva relleno, el cual puede contener carne, vegetales, ají, frutas, salsa, etc. Además pueden tener sabor dulce o salado.

## Turismo

### La Casa Bolívar
Vivienda que sirvió de cuartel al libertador venezolano, cuando transitó por el distrito de Pativilca, en el año 1823. Gracias a los esposos Canaval Samudio, sus propietarios, Bolívar estuvo en esta casa para reponerse de su estado de salud delicado, a la vez que planificaba su llegada a Lima. Ubicado a escasos metros de la Plaza de Armas, hoy se denomina Museo Bolivariano y declarado Monumento Nacional por el INC desde 1942. El lugar alberga objetos de la época, entre los que se destaca el primer editorial de El Peruano, redactado y firmado por el Libertador. 

### Caral

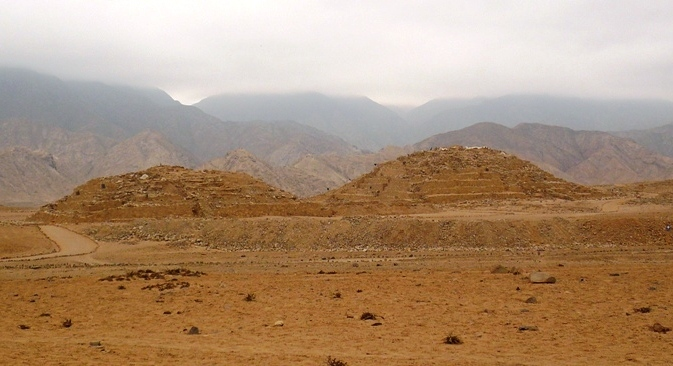
Pirámide de Caral.

Es considerada por la UNESCO como Patrimonio Cultural de la Humanidad. Se encuentra situada en el Valle de Supe, 200 kilómetros al norte de Lima (Perú), y tiene aproximadamente 5000 años de antigüedad. y es la capital de la Civilización Caral.

### Áspero
Áspero fue construida muy cerca del Océano Pacífico, a escasos 500 metros, en la margen derecha del río Supe a 35 metros sobre el nivel del mar, frente al humedal conocido como totoral Los Patos. Actualmente pertenece a la jurisdicción del distrito de Supe, provincia de Barranca, departamento de Lima, en Perú.

### Plaza de Armas
Su moderna plaza rinde homenaje a la ciudad sagrada de Caral, allí se encuentra la Parroquia San Ildefonso de arquitectura neocolonial.
y tiene un paisaje hermoso y una gran estatua.

### Cristo Redentor
La imponente escultura de 20 metros de alto está hecha de concreto y pintada de color blanco; está en lo alto del cerro colorado, rodeada por un mirador desde donde se puede apreciar las hermosas playas de la ciudad.

### Fortaleza de Paramonga
Cerca de la ciudad se encuentran los restos arqueológicos de la Fortaleza de Paramonga. Construcción hecha completamente de adobes por el señorío Chimú, durante su último periodo. Es una construcción de tres niveles, se menciona que los recintos superiores son construcciones hechos por los Incas. Aún quedan algunos vestigios de las pinturas que han adornado toda la fortaleza, según crónicas de los españoles, esta se encontraba totalmente decorada.

### La Casa de las Brujas
Se conoce así a la casa de huéspedes de Paramonga construida en 1920, propiedad de la familia Canaval. En 1923 pasó al consorcio Grace y fue usado para dar hospedaje a los antiguos funcionarios de la hacienda. Su construcción de estilo burgoeuropea de quincha y madera, cuenta con cuatro pisos, una portada principal, un vestíbulo, sala y baño.

### Playas
Hay 6 distintas playas de distintas características que forman el circuito de playas de barranca. Al norte se encuentra Chorrillos y sus antiguas casonas, Miraflores, puerto chico tradicional caleta de pescadores de mar tranquilo. Al sur esta el colorado con su piscina Atarraya.
Al sur en Supe Pueblo se encuentran las playas -el áspero, caleta Vidal, Pucusana, Quitacalzón, Viño chico y otros.

## Transporte
El sistema vial y de transporte de Barranca opera de modo interconectado en dos niveles: el interno, el externo: como un núcleo de importancia de la red nacional de ciudades, como capital de la provincia y como área urbana integrada, comprendido en dos niveles de vías:

### Transporte interno
La situación del servicio de transporte de pasajeros que se viene brindando en el sistema vial de la ciudad, muestra que el servicio a los pasajeros se realiza principalmente mediante mototaxis. La frecuencia de viajes es por lo general diaria y ésta crece enormemente, teniendo la configuración siguiente: el 9 % está integrada por los vehículos de transporte público, el 19 % por autotaxis, el 32 % auto-colectivos y el 40 % lo cubre la línea de mototaxis. El tiempo del transporte tiene una media de 15 minutos de duración en auto.

### Transporte externo
El servicio de transporte externo e interprovincial se realiza principalmente mediante ómnibus o combis; en contados casos se utilizan automóviles, especialmente para las ciudades de Huacho y Lima.
El transporte hacia la ciudad de Lima está operado por 6 empresas de transporte que operan en el ¿terminal terrestre de Barranca?. La frecuencia de viajes es por lo general diaria con un intervalo de espera de 15 minutos.

## Deporte
El deporte más popular en la ciudad, al igual que en todo el país es el fútbol; la ciudad es sede de los clubes Juventud Progreso y Alianza Aurora, que se destacan en la Copa Perú.
Además del fútbol también se practican otros deportes como el basketball, la Liga deportiva Distrital de Basketball de Barranca se fundó el 2 de octubre de 1977 es la que se encarga de regular y organizar los campeonatos respectivos. Entre los clubes más destacados se encuentran Corazonistas, Los jardines, Seminario, Legión, entre otros.
El rugby también se hace presente en la ciudad de Barranca con dos clubes, Barranca Rugby Club y Gavilanes del Norte Chico Rugby Club, los cuales vienen fomentando esta actividad deportiva entre los jóvenes de la ciudad.
| Clubes de Fútbol |                                |                       |           |
| Equipo           | Fundación                      | Estadio               | Liga      |
| Sport Barranca   | 01 de mayo de 1920 (105 años)  | Municipal de Barranca | Copa Perú |
| Sport Jose Olaya | 09 de junio de 1922 (103 años) | Municipal de Barranca | Copa Perú |
| Juventud Luriama | 20 de mayo de 1934 (91 años)   | Municipal de Barranca | Copa Perú |
| Alianza Aurora   | 31 de enero de 1936 (89 años)  | Municipal de Barranca | Copa Perú |

### Escenarios deportivos
Entre los escenarios con los que cuenta la ciudad para la práctica del fútbol, rugby y otros podemos mencionar al estadio municipal Manuel Teófilo Dávila Montoro de Barranca, con capacidad para 5.000 espectadores. Allí se celebran eventos futbolísticos, rugby y atléticos.
Coliseo cerrado de Barranca, para la práctica de basketball, vóley entre otros, con capacidad para 3.000 espectadores. cuenta con ambientes para la práctica de diversas disciplinas como el tenis de mesa, artes marciales, boxeo, ajedrez, vóley y rutinas de gimnasia, además de un amplio estacionamiento, cómodos vestuarios y servicios de higiene.